# لو گرام
لو گرام (انگلیسی: Lou Gramm؛ زادهٔ ۲ مهٔ ۱۹۵۰) یک موسیقی‌دان اهل ایالات متحده آمریکا است. وی از سال ۱۹۶۷ میلادی تاکنون مشغول فعالیت بوده‌است.